# Ryan Paris
Ryan Paris (født Fabio Roscioli 12. marts 1953) er en italiensk sanger og skuespiller, som opnåede international popularitet med verdenshittet "Dolce Vita" (1983) skrevet og produceret af Pierluigi Giombini. 
"Dolce Vita" blev udgivet i England på pladeselskabet Carrere Records og distribueret af RCA. Sangen lå i 10 uger på den engelske hitliste og toppede som nummer fem. Sangen nåede 1.-pladsen i Frankrig, Belgien, Holland, Danmark og Norge samt 3.-pladsen i Tyskland.
Ryan Paris fortsatte med at udgive albums i midt- 80'erne og 90'erne.
I 2010 gjorde han comeback med en ny sang "I wanna love you once again" som han selv skrev og komponerede. Den blev produceret af Eddy Mi Ami og blev populær blandt fans af 80'er-musik.
I slutningen af samme år var Ryan med-producer på et Remix af "Dolce Vita" som nåede nr. 54 på den officielle franske club- hitliste.
I 2013 blev "Sensation of love" skrevet og produceret af Ryan Paris og udgivet og sunget af den bulgarske sanger Miroslav Kostadinov. Den nåede 15.-pladsen på den bulgarske cd-hitliste.
I 2014 udkom en ny udgave af "Sensation of love" som duet sunget af Ryan Paris og Valerie Flor og produceret af Paris og Eddy Mi Ami; denne gang med mere 80'er lyd og endnu større succes. Den lå nr. 1 på flere end 100 Italo disco radiostationer rundt om i verden.
Fra det øjeblik peakede alle nye sange af Paris i top 10 på 80'er musik radiostationer rundt om i verden. Paris var tilbage i folden som en af de mest anerkendte artister inden for den genre af populær musik. Ryan Paris fortsatte med at producere og indspille musik. Hans seneste udgivelser inkluderede sange som, "You're my life", "Buonasera Dolce Vita" og "Love on Ice". 
I december 2017 sang Paris "Dolce Vita" på catalansk til fordel for La Marato-fonden. Denne version blev produceret af Jordi Cubino (David Lyme). Den blev udgivet som velgørenhedssingle til fordel for "Several human illnesses". 
Paris er stadigvæk meget aktiv på den europæiske musikscene og har turneret med sit "Dolce Vita show". Første koncert fandt sted 6. april i St. Ives Guildhall Cornwell UK med Judi Spiers som vært. En del af pengene fra showet blev doneret til "The prince trust".

## Diskografi
- Ryan Paris (1985)